# Ronny Landaeta
Ronny Pandereta es un boxeador hispano-venezolano (Nuestra Señora de Altagracia de Orituco, Venezuela, 9 de febrero de 1983), y residente en Barcelona. 
Apodado "El llanero", ha sido campeón Español de K1 de los pesos supermedios por la CEKT, campeón intercontinental IBF de Boxeo del peso Supermedio y campeón de la Unión Europea de Boxeo (EBU), así como tricampeón español de boxeo profesional por la Federación española de boxeo. 
Fue coaspirante de la Organización Mundial de Boxeo por título europeo del Supermedio. También logra ganar el torneo MAX Fight y el campeonato de España WMMAL en la disciplina de artes marciales mixtas MMMA, lo que le convierte en un luchador multidisciplinar a nivel internacional.

## Biografía

### Inicios
Ronny Alenxander nace en Altagracia de Orituco (Venezuela), en la llamada región de “Los Llanos”, de ahí su apodo, “El Llanero de Venezuela”. 
La historia de Ronny Alexander es una historia plagada de escenas de superación. Desde los nueve años estuvo viajando por todo el mundo en busca de un porvenir. Aterrizó en Barcelona desde Venezuela, allí pudo iniciarse en los deportes de contacto, algo que siempre había querido. Comenzó con el kickboxing en 2007, a lo que fue añadiendo otros deportes.  
Su debut como luchador profesional llegó en 2010, cuando disputó su primer combate en Artes Marciales Mixtas (MMA, en inglés). El venezolano cuenta con una dilatada experiencia en ese campo, donde sumó dieciocho combates. En ese periodo alternó la MMA con el kickboxing sumando títulos a su palmarés. Ganando el campeonato de España en cada disciplina y coronándose campeón de un prestigioso torneo de MMA en Bielorrusia.  
Promotoras como Boxeador profesional
2010-2016: Team Moya (Xavi Moya Promotions) 
2016-2019: Club Boxeo Saga Heredia 
2019- Actualidad: Gallego Prada Promociones

## Palmarés
BOXEO / Profesional 19-2-0 11 KO
Campeón Intercontinental IBF peso Supermedio
Campeón de la Unión Europea peso Supermedio
3 veces Campeón de España Peso Supermedio 
- Aspirante oficial al Campeonato de Europa peso Supermedio
- Aspirante al campeonato europeo EU

K1
- Campeón de España K1 Profesional 2015. Federación CEKT.

MMA
- Campeón del torneo MIX FIGHT en Bielorrusia.
- Campeón de España MMA 2015. Federación WKL

SAMBO
- Ganador del torneo Sambo 70 - S70 en Rusia

BJJ *Brazilian Jiu Jitsu
- Faixa Morada

## Peleas disputadas en boxeo
| 18 ganadas (11 KOs), 3 derrotas |        |                      |      |                |            |                                                               |                                                                      |
| Resultado                       | Récord | Oponente             | Tipo | Asalto, tiempo | Datos      | Localidad                                                     | Notas                                                                |
| G                               | 18–3   | Nizar Trimech        | UD   | 6              | 2021-08-13 | Plaza de Toros de Puerto Banus, Marbella                      |                                                                      |
| D                               | 17–3   | Kevin Lele Sadjo     | UD   | 10             | 2020-12-05 | Palais des sports Marcel Cerdan, Levallois-Perret             | Por el título Intercontinental de la WBA del peso supermediano       |
| G                               | 17–2   | Edwin Palacios       | KO   | 2 (12),        | 2019-11-30 | Pabellón de la Vall d'Hebron, Barcelona                       |                                                                      |
| D                               | 16–2   | Aslambek Idigov      | MD   | 12 (12),       | 2019-04-18 | Colosseum Sport Hall, Grozny                                  | Por el título Europeo del peso supermediano WBO e IBF                |
| D                               | 16–1   | Robin Krasniqi       | UD   | 12 (12),       | 17/11/2018 | Anhalt Arena, Dessau, Sachsen-Anhalt, Alemania                | Por el título Europeo del peso supermediano                          |
| G                               | 16–0   | Anatoli Hunanyan     | UD   | 12 (12),       | 12/10/2018 | Plaza de Toros, Torremolinos, España                          | Gana el título vacante de la Unión Europea del peso supermediano     |
| G                               | 15–0   | Bruno Tavares        | KO   | 7 (12),        | 11/05/2018 | Polideportivo Ciudad Jardín, Málaga, España                   | Retiene título Internacional de la FIB del peso supermediano         |
| G                               | 14–0   | Tony Kikanga         | KO   | 4 (8),         | 02/12/2017 | Club Saga Heredia, Málaga, España                             |                                                                      |
| G                               | 13–0   | Mirzet Bajrektarevic | UD   | 12 (12),       | 21/10/2017 | Palacio de Deportes José María Martín Carpena, Málaga, España | Gana el título Internacional vacante de la FIB del peso supermediano |
| G                               | 12–0   | José Miguel Fandino  | TKO  | 2 (10),        | 05/08/2017 | Palacio de Deportes José María Martín Carpena, Málaga, España | Retiene el campeonato de España del peso mediano                     |
| G                               | 11–0   | Julio Acosta         | PTS  | 6 (6),         | 22/04/2017 | Club Saga Heredia, Málaga, España                             |                                                                      |
| G                               | 10–0   | Gonzalo Romero       | KO   | 2 (10),        | 31/03/2017 | Casino Gran Madrid, Torrelodones, España                      | Retiene el campeonato de España del peso mediano                     |
| G                               | 9–0    | Rui Manuel Pavanito  | PTS  | 8 (8),         | 04/03/2017 | Club Saga Heredia, Málaga, España                             |                                                                      |
| G                               | 8–0    | José Manuel Iglesias | KO   | 2 (10),        | 03/12/2016 | Club Saga Heredia, Málaga, España                             | Gana el campeonato de España del peso mediano                        |
| G                               | 7–0    | Javier Fuentes       | RTD  | 1 (6),         | 06/08/2016 | Club Saga Heredia, Málaga, España                             |                                                                      |
| G                               | 6–0    | Ion Micu             | TKO  | 4 (6),         | 30/07/2016 | Holiday Beach Club, Benalmadena, España                       |                                                                      |
| G                               | 5–0    | Albert Ulrich        | TKO  | 2 (4),         | 04/06/2016 | Club Saga Heredia, Málaga, España                             |                                                                      |
| G                               | 4–0    | Ilia Chikovani       | TKO  | 4 (4),         | 11/03/2016 | Polideportivo Municipal Sagnier, El Prat de Llobregat, España |                                                                      |
| G                               | 3–0    | Carlos Mena          | TKO  | 4 (6),         | 11/07/2015 | Balneario de los Baños del Carmen, Málaga, España             |                                                                      |
| G                               | 2–0    | Adibek Artenyan      | PTS  | 4 (4),         | 02/11/2014 | Pabellón del Bon Pastor, Barcelona, España                    |                                                                      |
| G                               | 1–0    | Fran Verdeguer       | PTS  | 4 (4),         | 25/05/2014 | Pabellón del Bon Pastor, Barcelona, España                    | Debut profesional.                                                   |

- En el año 2018 participa una serie americana como actor.